# Herrensitz Burgambach
Der Herrensitz Burgambach ist ein früherer Adelssitz in Burgambach, einem Gemeindeteil der Stadt Scheinfeld im Landkreis Neustadt an der Aisch-Bad Windsheim (Mittelfranken, Bayern).

## Geschichte
Urkundlich wurde Burgambach erstmals 1258 erwähnt und war damals ein Casteller Lehen. Bis ins 15. Jahrhundert besaßen die Grafen Castell das kleine Schloss, welches jetzt noch als stattliches Haus existiert. Später gelangt das Gut Burgambach zum Rittergut Schnodsenbach. Im Jahr 1789 wurde es an die Fürsten Schwarzenberg veräußert.

## Baubeschreibung
Haus Nr. 26: ehemaliges Schloss, durch Umbau stark verändert; unterkellertes Wohnhaus von vier zu zwei Achsen, mit Satteldach, erste Hälfte des 18. Jahrhunderts; Erdgeschoss massiv, Obergeschoss Fachwerk; der Türsturz des ursprünglichen Türrahmens aus Haustein erhalten: profiliert und doppelt geohrt, erste Hälfte des 18. Jahrhunderts; in beiden Geschossen Reste verputzter Flachdecken auf von Profilstäben gesäumter Hohlkehle